# Москва-5
Москва́-5 — советская клапп-камера, последняя серийная модель в семействе шкальных и дальномерных фотоаппаратов «Москва».
Производился с 1956 по 1960 год Красногорским механическим заводом в городе Красногорске Московской области.
Всего было выпущено 216 457 штук.
Фотоаппарат «Москва-5» выпущен на базе второго (позднего) варианта фотоаппарата «Москва-4» (фактически являвшегося прототипом фотоаппарата «Москва-5»).

## Технические характеристики
- Тип применяемого фотоматериала — плёнка типа 120 (рольфильм).
- Размер кадра 6×9 или 6×6 см на плёнке типа 120. Для перехода на размер кадра 6×6 см в фильмовый канал вставляется специальная рамка, входящая в комплект аппарата.
- На плёнке типа 120 получалось 8 кадров размером 6×9 см или 12 кадров размером 6×6 см.
- Корпус фотоаппарата выполнен литьём под давлением и покрыт дерматином.
- Корпус складной, после откидывания передней панели автоматически с помощью системы рычагов выдвигался мех с оправой объектива и центральным затвором.
- Задняя стенка съёмная.
- Объектив «Индустар-24», фокусное расстояние 105 мм, относительное отверстие 1:3,5, просветление однослойное.
- Диафрагма ирисовая, значения диафрагм 3,5, 4, 5,6, 8, 11, 16, 22, 32.
- Затвор центральный, «Момент-24С». Выдержки от 1 с до 1/250 секунды и «В».
- Синхроконтакт «Х», выдержка синхронизации с фотовспышкой — любая.
- Механический автоспуск.
- Видоискатель оптический, несопряжённый с дальномером, в отличие от более ранних моделей семейства «Москва» не складной, а жёстко вмонтированный в верхнюю крышку камеры. Имеется переключатель для съёмки на формат 6×6 см (между объективом и окуляром видоискателя выдвигается кадроограничительная рамка).
- Наводка на резкость по дальномеру, сопряжённому с вращением передней линзы объектива, фокусировка от «бесконечности» до 1,5 метров. В конструкции дальномера применён вращающийся оптический клин.
- Взвод затвора и перемотка плёнки раздельные. Перемотка плёнки по цифрам на ракорде рольфильма. На задней стенке камеры имеется два закрывающихся окна с красными светофильтрами. Размещённый на внутренней поверхности задней крышки переключатель позволял выбрать размер кадра 6×6 см или 6×9 см только при перезарядке фотоаппарата.
- Камера имеет механизм защиты от мультиэкспозиции: кнопка спуска остаётся заблокированной, пока головка перемотки плёнки не будет повёрнута на несколько оборотов. Тем не менее, как и в других аппаратах семейства «Москва», многократная экспозиция возможна. Для этого затвор нужно спускать рычажком, расположенным на оправе объектива.
- На фотоаппарате установлено два штативных гнезда с резьбой 3/8 дюйма для закрепления камеры в вертикальном и горизонтальном положении.

- Вертикальная установка камеры.
- На задней стенке - два окна для визуальной перемотки плёнки.
- Камера в транспортном состоянии.
- Камера со снятой задней стенкой и футляр.